# Pečenice
Pečenice este o comună slovacă, aflată în districtul Levice din regiunea Nitra, pe malul râului Q12767738⁠(d). Localitatea se află la altitudinea de 253 m deasupra n.m., se întinde pe o suprafață de 7,92 km2 și în 2017 număra 116 locuitori.

## Istoric
Localitatea Pečenice este atestată documentar din 1135.

## Demografie
| An:                | 1994 | 2004    | 2014   | 2024   |
| ------------------ | ---- | ------- | ------ | ------ |
| Număr de persoane: | 148  | 129     | 121    | 127    |
| Diferență:         |      | −12,83% | −6,20% | +4,95% |

| An:                | 2023 | 2024   |
| ------------------ | ---- | ------ |
| Număr de persoane: | 131  | 127    |
| Diferență:         |      | −3,05% |